# Рошнів (гміна)
Ґміна Рошнюв — адміністративна субодиниця Тлумацького повіту Станіславського воєводства. Утворена 1 серпня 1934 року згідно з розпорядженням Міністерства внутрішніх справ РП від 26 липня 1934 за підписом міністра Мар'яна Зиндрама-Косьцялковського. Центр — Рошнів.

## Короткі відомості
Утворена на території попередніх самоврядних сільських ґмін Долге, Юркувка, Мілованє, Ольшаніца, Рошнюв, Стриганьце. Згідно адміністративної реформи, село Рошнів стало центром сільської ґміни Рошнюв.
У 1934 р. територія ґміни становила 72,92 км². Населення ґміни станом на 1931 рік становило 7 807 особи. Налічувалось 1 636 житлових будинків.
Ґміна ліквідована в 1940 р. у зв'язку з утворенням Тисменицького району.